# Ardisia amabilis
Ardisia amabilis är en viveväxtart som beskrevs av Otto Stapf. Ardisia amabilis ingår i släktet Ardisia och familjen viveväxter. Inga underarter finns listade i Catalogue of Life.